# Мегафауна
Мегафауна je група у коју се убрајају велике животиње које су по дефиницији теже од 45 килограма. Тиме у мегафауну спадају многе животиње које се иначе не сматрају врло великим, попут кенгура, али и човека.

## Дефиниција појма
Овај термин се најчешће користи да би се описале животиње које су много веће од људи, а нису припитомљене. Њега најчешће повезују са плеистоценском мегафауном — дивовским копненим животињама попут мамута и рунастог носорога. Такође, се користи за највеће модерне дивље животиње, посебно за слона, жирафу, нилског коња, носороге, лоса, кондора, итд.
Осим тога се често користи за неке дивовске водене животиње, посебно китове, за било које веће дивље или припитомљене животиње попут већих антилопа и говеда, као и за диносауре и друге изумрле дивовске гмизавце.
Овај термин се понекад користи за описивање животиња (обично изумрлих) које су веће у односу на чешћи или једини преживели облик те животиње, нпр. за вилин коњица из периода карбона који је имао распон крила од 1 м.

## Еколошка стратегија
Мегафауна — у смислу највећих сисара и птица се углавном ослања на дуг живот, спор раст популације, ниску стопу смртности, мало или ниједног природног грабљивца који је у стању да убије одрасле. Због спорог раста популације када их људи лове постоји велика опасност од изумирања.

## Галерија

### Изумрла мегафауна
- џиновски дицинодонт из периода Тријаса.
- један од представника аустралијске мегафауне.
- је диносаурус из породице Stegosauridae.
-Phiomia serridens предак данашњег слона из Еоцена.
- је џиновски слон иѕ периода Миоцена.
-Mammuthus trogontherii Сродник рунастог мамута.
- џиновски носорог без рога из периода Олигоцена.
- је диносаурус иѕ породице

### Постојећа мегафауна
- Азијски црни медвед може бити тежак и до 150 килограма.
- Индијски носорог је једна од три врсте носорога које постоје у Азији.
- Лос је џиновска врста јелена из Северне Америке.
- Афрички слон је једна од највећих копнених животиња на свету.
- Поларни медвед је један од највећих предатора на свету.
- Жирафа је највиша животиња на свету.